# Záppeion
El Záppeion (en griego: Ζάππειον Μέγαρο, Záppeion Mégaro) es un edificio situado en el Jardín nacional de Atenas, en el centro de Atenas, Grecia. Se usa para reuniones y ceremonias, tanto oficiales como privadas.

## Construcción
En 1869, el Parlamento Griego destinó 80 000 m² de terreno público entre los Jardines del Palacio y el antiguo Templo de Zeus Olímpico, y aprobó una ley el 30 de noviembre de 1869, «para las obras de los edificios de los Juegos Olímpicos», porque el Zappeion fue el primer edificio construido para los Juegos Olímpicos de Atenas 1896 . También se renovó el antiguo Estadio Panathinaikó para los Juegos Olímpicos. Con algún retraso, el 20 de enero de 1874 se puso la primera piedra del edificio, diseñado por el arquitecto austriaco-danés Theophil von Hansen. Finalmente, el 20 de octubre de 1888, se inauguró el Zappeion. Desafortunadamente, su benefactor, Evangelis Zappas, no vivió lo suficiente para ver el Zappeion finalizado, y designó a su primo Konstantinos Zappas para que terminara el edificio. El Edificio del Parlamento de Austria también fue diseñado por Hansen y tiene el mismo diseño exterior.

El Zappeion desde el sur.

## Historia

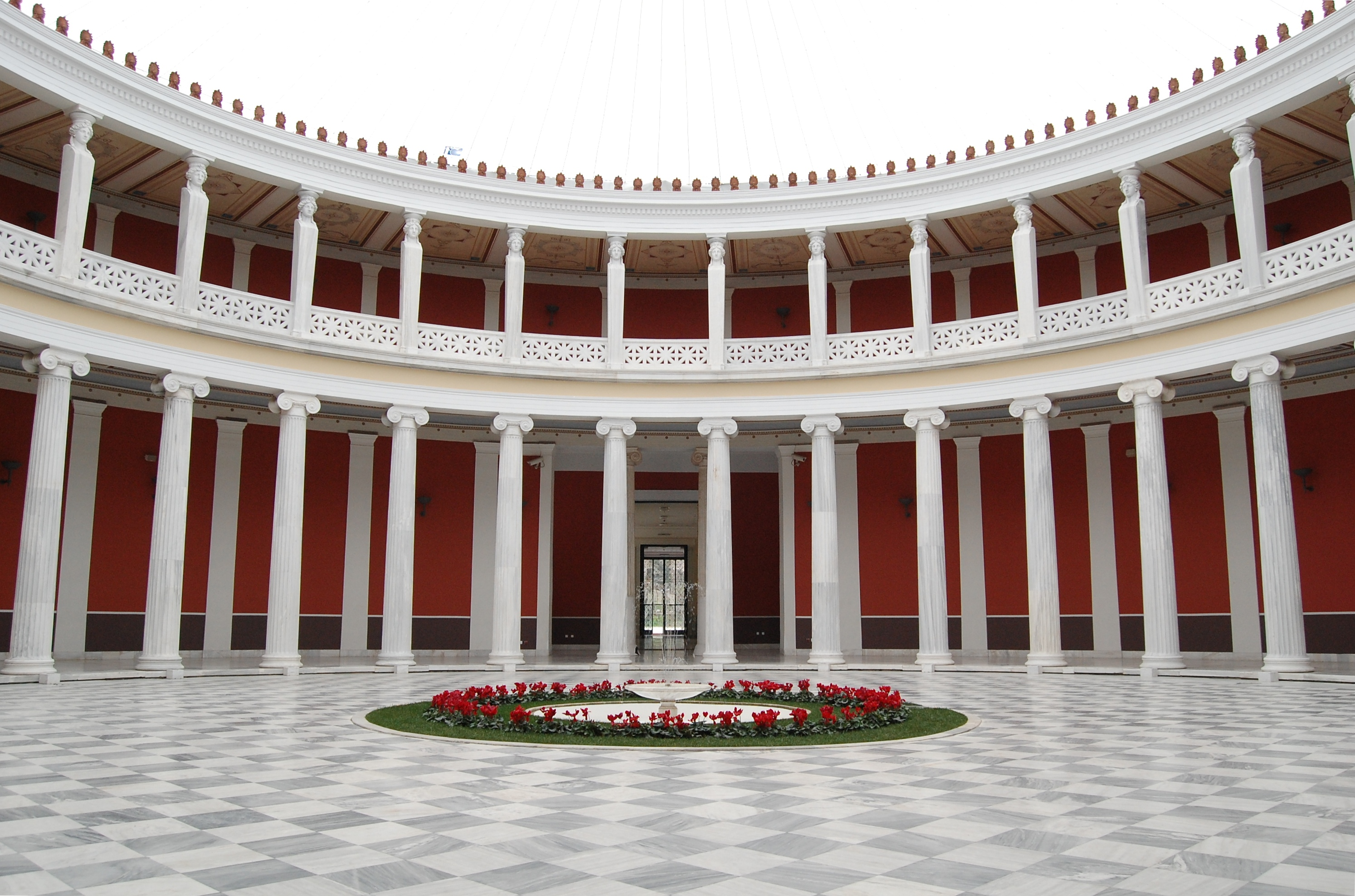
El atrio del centro de convenciones del Záppeion

El Záppeion se usó en los Juegos Olímpicos de Atenas 1896 para las competiciones de esgrima. Una década después, en los Juegos Intercalados de 1906, se usó como la Villa Olímpica. Sirvió como el primer anfitrión del comité organizador (ATHOC) de las Olimpiadas de 2004 entre 1998 y 1999 y fue el centro de prensa durante las Olimpiadas.
En el Zappeion han sucedido varios eventos históricos, incluida la firma de la adhesión de Grecia a la Unión Europea en mayo de 1979, que se realizó en el atrio principal del edificio, revestido de mármol.

## Uso actual
El Záppeion se usa actualmente como un centro de conferencias y exposiciones, tanto públicas como privadas.

### Salas
El edificio contiene unas 25 salas, que tienen superficicies de 97 m² a 984 m².

### Numismática
El Záppeion fue elegido como el motivo principal para una moneda de alto valor para los coleccionistas: la moneda conmemorativa de la Villa Olímpica del Zappeion de 100 €, acuñada en 2003 para conmemorar los Juegos Olímpicos de Atenas 2004. En el anverso de la moneda aparece una vista frontal del edificio.